# Antonio García Aranda
Antonio „Toño” García Aranda (ur. 7 listopada 1989 w Alcalá de Henares) – hiszpański piłkarz występujący na pozycji obrońcy w Levante UD.